# Gramercy Park

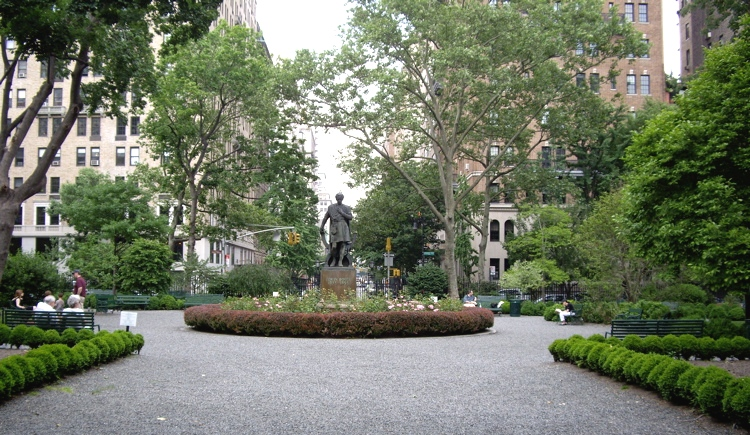
Vista do portão sul de Gramercy Park, olhando para o norte do Gramercy Park South (East 20th Street), com a estátua de Edwin Booth no centro. O Gramercy Park Hotel é visível no fundo esquerdo. (Maio de 2007)

Gramercy, também chamado Gramercy Park, /ˌɡræmərsi ˈpɑrk/ é um bairro em Manhattan, Nova Iorque, nos Estados Unidos, estendido ao redor de Gramercy Park, um parque privado localizado entre as ruas 20 e 21 leste.